# Палдиски
Па́лдиски, на советских топографических картах 1961—1972 годов Па́льдиски  (эст. Paldiski), исторические названия Ро́гервик (швед. Rågervik), Балти́йский порт, Ба́лтиски (эст. Baltiski) — город в волости Ляэне-Харью уезда Харьюмаа, Эстония. Порт на берегу Финского залива. В 1996—2017 годах имел статус городского муниципалитета.

## География и описание
Расположен в 52 километрах к западу от Таллина. Граничит с волостями Кейла, Вазалемма и Падизе. Территория города вместе с акваторией, а также островами Пакри, занимает 102 км².
Климат умеренный. Официальный язык — эстонский. Почтовые индексы: 76801, 76804—74807. Высота над уровнем моря — 13 метров.

## Население
По данным переписи населения 2021 года, в Палдиски проживали 3719 человек, из них 1294 (34,9 %) — эстонцы; 2193 жителя Палдиски (59 % от общего числа жителей города) являлись гражданами Эстонии.
По данным переписи населения 2011 года, в городе проживали 4085 человек из них 1338 (32,8 %) — эстонцы, а 2181 (53,4%) в качестве родного языка указали русский.
После восстановления независимости Эстонии и как следствие отъезда военнослужащих и сотрудников предприятий население города сократилось более чем вдвое.
Численность населения города Палдиски:
| Год  | 1782 | 1874  | 1913   | 1922   | 1930   | 1940  | 1951   | 1965   | 1976   | 1989   | 1991    | 2000   | 2011   | 2021   |
| ---- | ---- | ----- | ------ | ------ | ------ | ----- | ------ | ------ | ------ | ------ | ------- | ------ | ------ | ------ |
| Чел. | 209  | ↗ 837 | ↗ 1309 | ↘ 1053 | ↗ 1136 | ↘ 726 | ↗ 3500 | ↗ 4039 | ↗ 7287 | ↗ 7690 | ↘ 7572* | ↘ 4262 | ↘ 4085 | ↘ 3719 |

* Постоянные жители.
В 2021 году в Палдиски проживали представители более чем 13 национальностей.

## История

### Шведская Империя
С XIV века полуостров заселили шведские рыболовы, которые основали поселение Рогервик, также была построена небольшая крепость.

### Российская империя
В результате Северной войны поселение перешло в состав Российской империи.
23 июля 1718 года в заливе Пакри Пётр I лично основал военный порт, при котором возникло поселение.
С 1723 года официально назывался Рогервик (швед. Rågervik, в переводе — Ржаной залив), в 1762—1922 — Балтийский Порт, в дальнейшем Балтиски, с 1934 года — Палдиски.

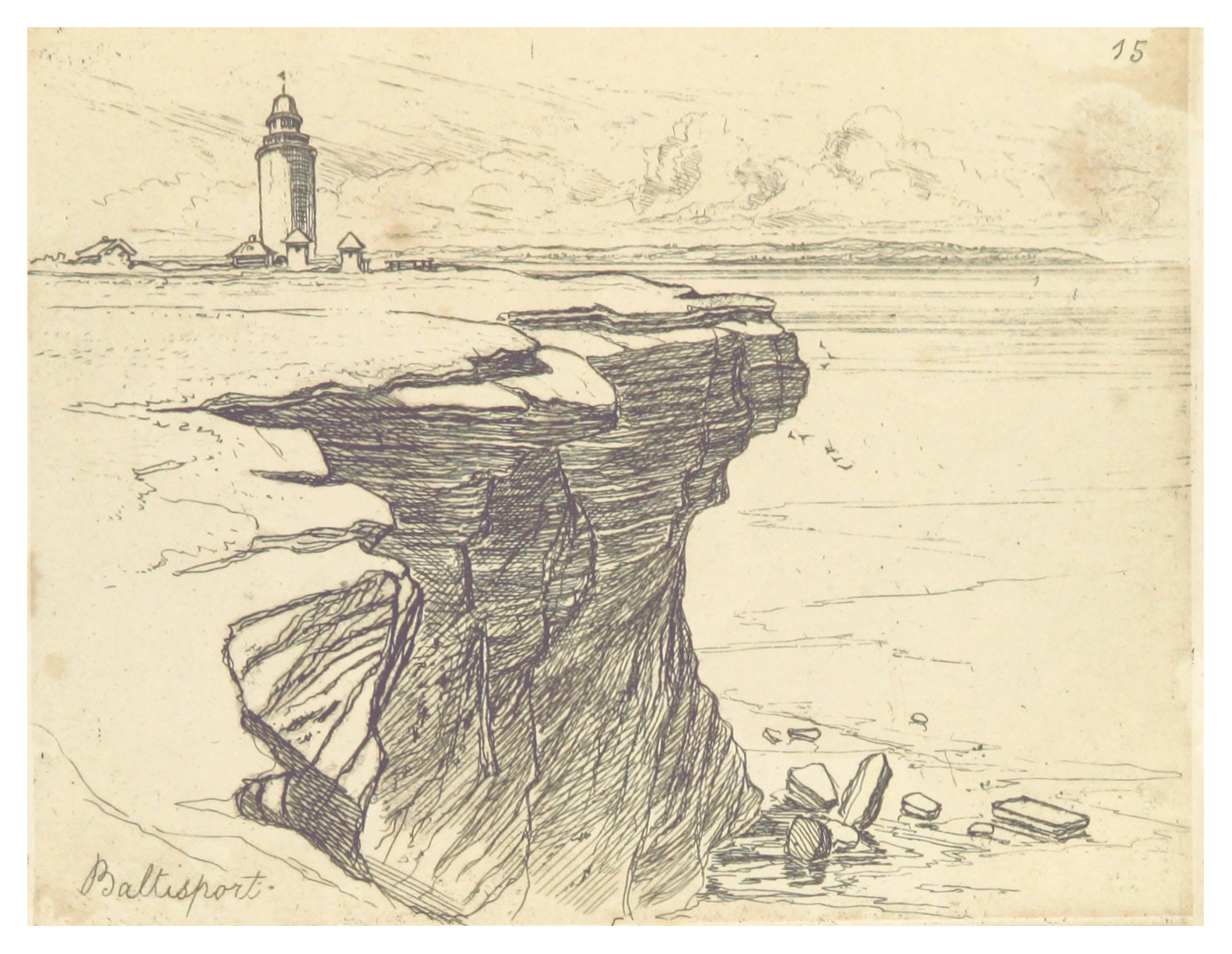
Балтийский Порт (клиф Пакри), рисунок 1840 года

Строительство порта и крепости проходило в период 1716—1726 годов, после смерти Петра I было приостановлено. На Пакри и на острове Малый Роогэ для Петра I был построен дом. Остатки Петровской крепости и доков сохранились до настоящего времени. Пётр I сам составил проект и чертёж защитного мола порта; им же были намечены места расположения купеческой гавани, города и адмиралтейской верфи.
22 октября 1724 года построен маяк Пакри. Он является одним из старейших маяков Балтийского моря. В 1728 году была сооружена деревянная церковь.
С 1752 по 1762 год, в самый разгар строительством порта и мола, инженерными работами руководил Абрам Петрович Ганнибал, прадед А. С. Пушкина. В 1762 году широкомасштабное строительство возобновлено Екатериной II. Руководителем работ назначен генерал-фельдмаршал граф Миних.
20 августа 1762 года город Рогервик переименован в Балтийский Порт. В июле 1764 года город посетила Екатерина II.
18 ноября 1768 года на докладе Сената о судьбе порта Екатерина II приказала работы по достройке остановить, сконцентрировав все усилия на постройке Кронштадта.
В 1770 году по велению Екатерины II для детей солдат, офицеров, ремесленников и купцов была открыта первая школа.
В 1775 году в Балтийский порт был сослан вместе с отцом Юлаем Азналиным и 29 ноября 1775 года прибыл участник Пугачёвского восстания, башкирский национальный герой, Салават Юлаев. Он умер во время каторги 26 сентября 1800 года и похоронен в Палдиски. На территории городского парка ему установлен памятник.
В 1787 году Балтийский Порт получил статус безуездного (заштатного) города Эстляндской губернии.
В 1784—1787 годах по проекту архитектора Иоганна Мора была сооружена каменная Георгиевская церковь. В конце XIX века её перестроили по проекту архитектора Эдельсона.
В 1870 году до города построили Балтийскую железную дорогу (Балтийский Порт — Ревель — Санкт-Петербург).
В 1876 году в городе было открыто мореходное училище, которое впоследствии получило собственное здание. Первым руководителем мореходного училища был А. Фельдхун, выпускник Рижского мореходного училища. В училище за 1876—1897 годы было 463 учащихся. В нём был самый высокий уровень преподавания из всех мореходных училищ, находившихся на территории Эстляндской губернии.
В июне 1912 года в гавани Балтийского порта состоялась встреча императора Николая II и кайзера Вильгельма II, прибывших на яхтах «Штандарт» и «Гогенцоллерн».

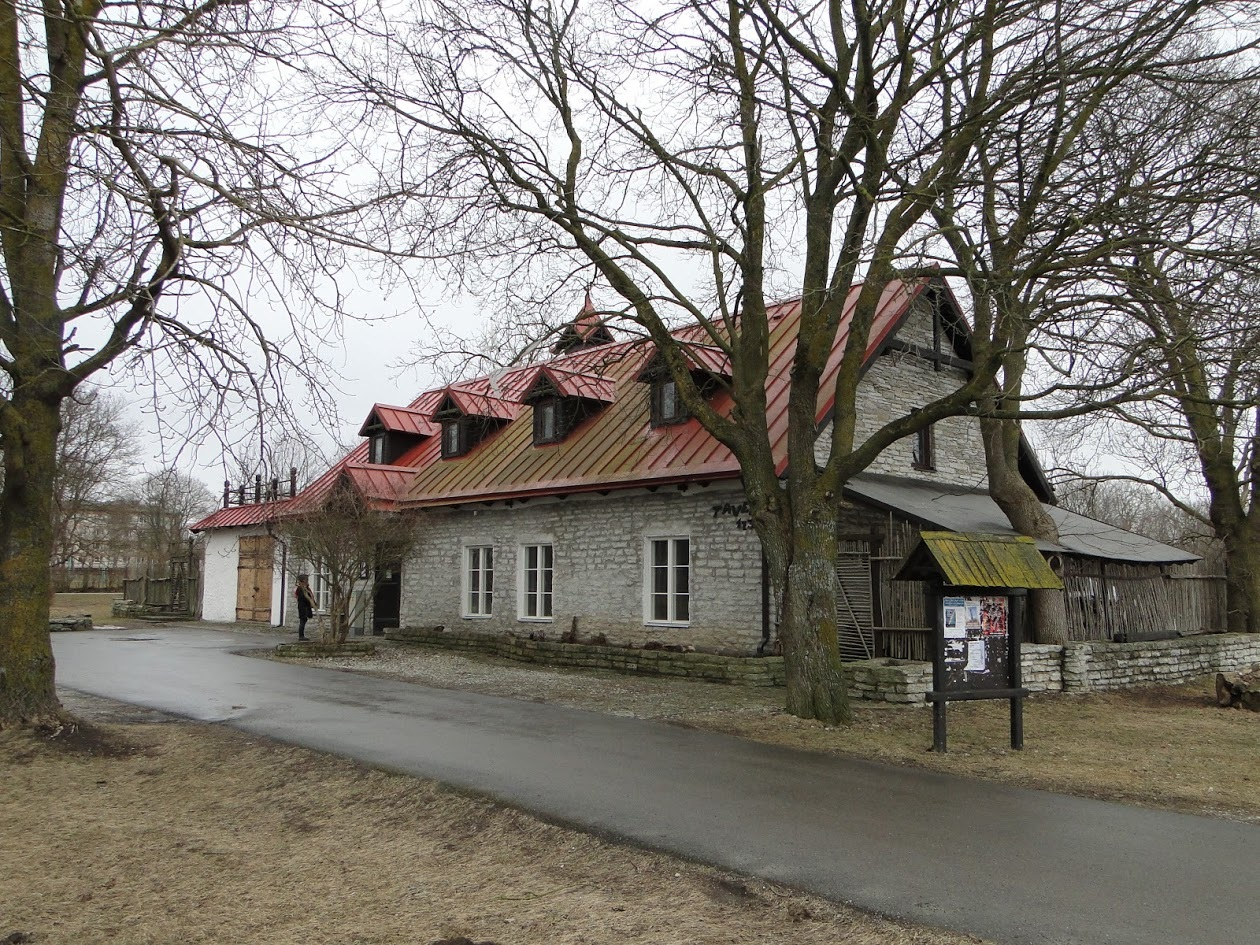
Бывшая Петровская таможня, ныне таверна “Peetri Toll”
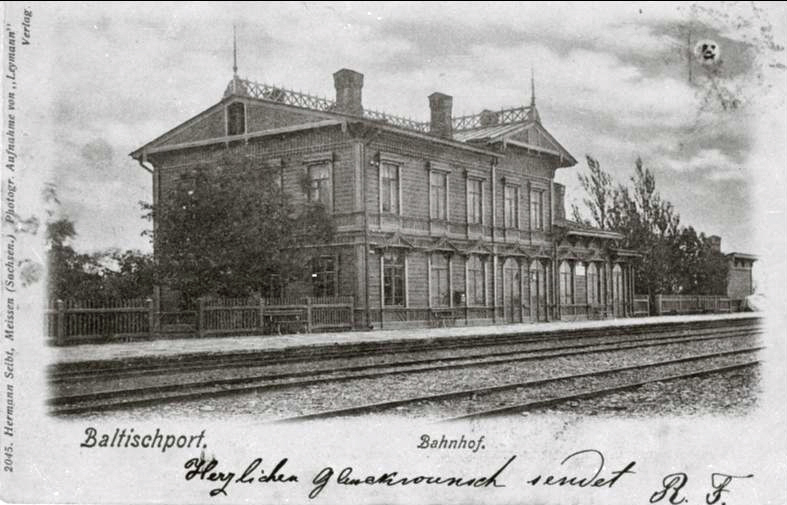
Железнодорожный вокзал Палдиски, 1903 год.
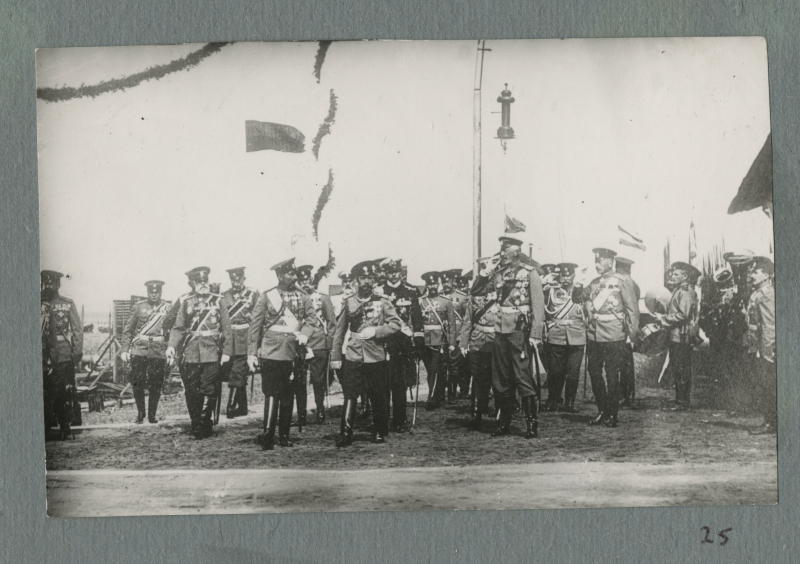
Встреча российского императора Николая II и германского императора Вильгельма II в Палдиски 4-5 июля 1912 г.
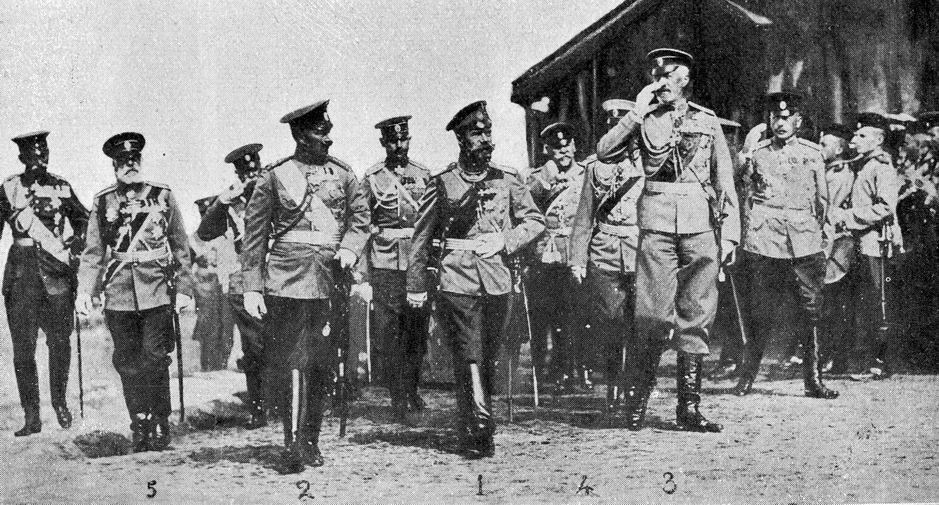
Встреча Вильгельма II с его двоюродным братом Николаем II, 1912 год
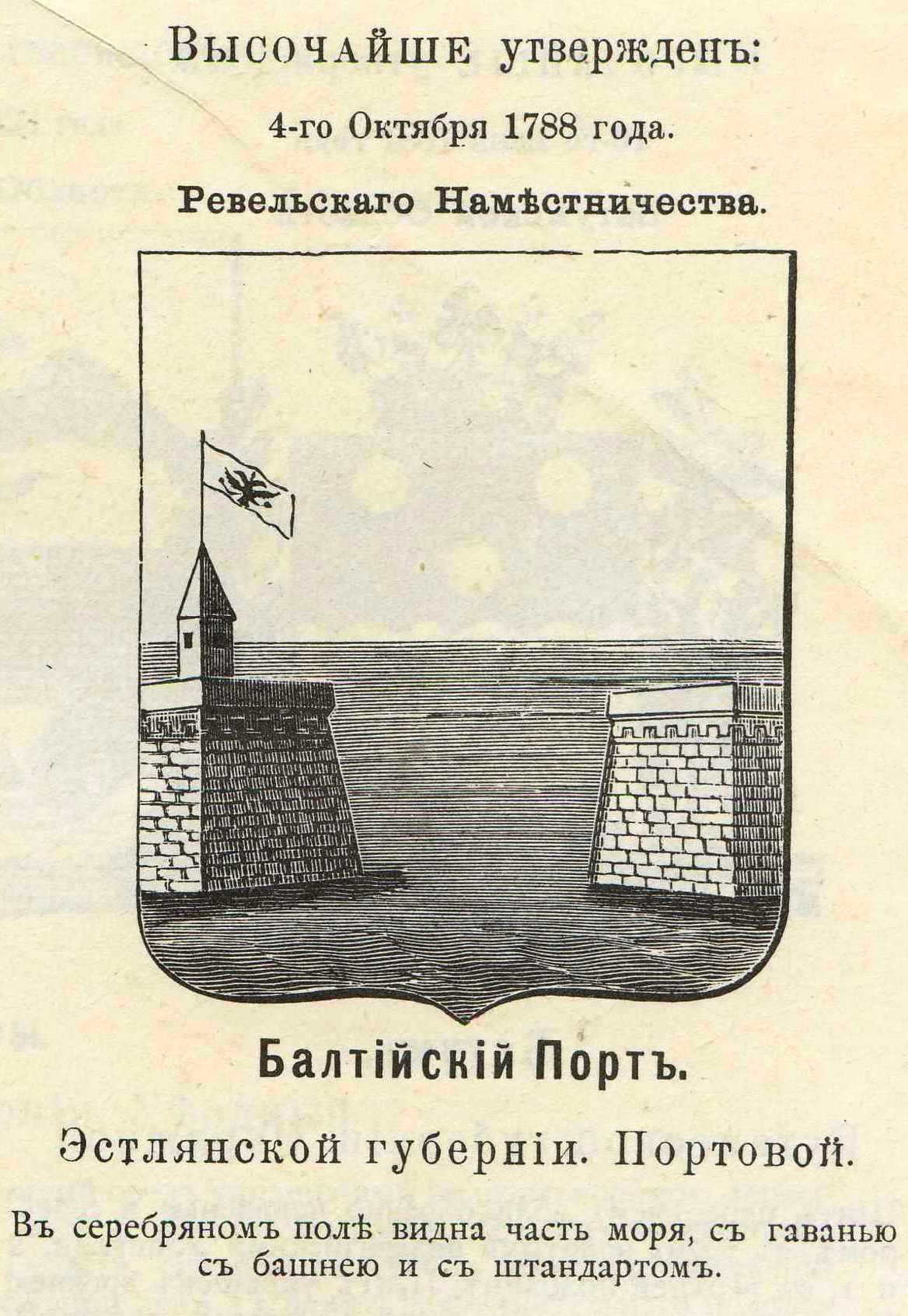
Герб Балтийского Порта 1788 года

В период Первой мировой войны город стал ареной военных действий. В 2 часа 30 минут 11 ноября 1916 года немецкие эсминцы Х германской флотилии в течение получаса обстреливали из орудий Балтийский порт. По портовым сооружениям, а потом по городу было выпущено 162 фугасных и шрапнельных снаряда. Повреждено 24 здания, в том числе вокзал и вышка поста наблюдения, погибли 10 человек, из них 8 мирных жителей.

### Эстонская Республика (1918–1940)
В 1922 году, в период Первой Эстонской Республики городу дали новое имя — Палдиски, что представляет собой видоизменённое русское «Балтийский».
В октябре 1939 года Советский Союз заключил с Эстонией пакт о взаимопомощи, согласно которому, в частности, территория в Палдиски предоставлялась для размещения советской военной базы. К началу боевых действий Великой Отечественной войны в 1941 году на территории Эстонии — на полуострове Пакри и островах Пакри — были установлены батареи береговой обороны. Порт использовался для размещения военных кораблей. Был построен военный аэродром.

### Советский период
31 марта 1941 года Палдиски получил статус города республиканского подчинения.
В период Второй мировой войны стал одним из мест эвакуации советского флота из Рижского залива. Занят войсками вермахта 28 августа 1941 года. При отступлении советских войск были взорваны батареи береговой обороны.
Во время немецкой оккупации на полуострове находилась военно-морская база и существовала школа немецкой разведки абвера. Освобождён 24 сентября 1944 года десантом Балтийского флота в ходе Таллинской операции.
21 ноября 1956 года в Суурупском проливе произошло столкновение подводной лодки М-200 «Месть» 157-й отдельной бригады подводных лодок Балтийского флота с эскадренным миноносцем «Статный». Спасательная операция прошла неудачно — погибли 28 подводников.
База подводных лодок «Подплав»

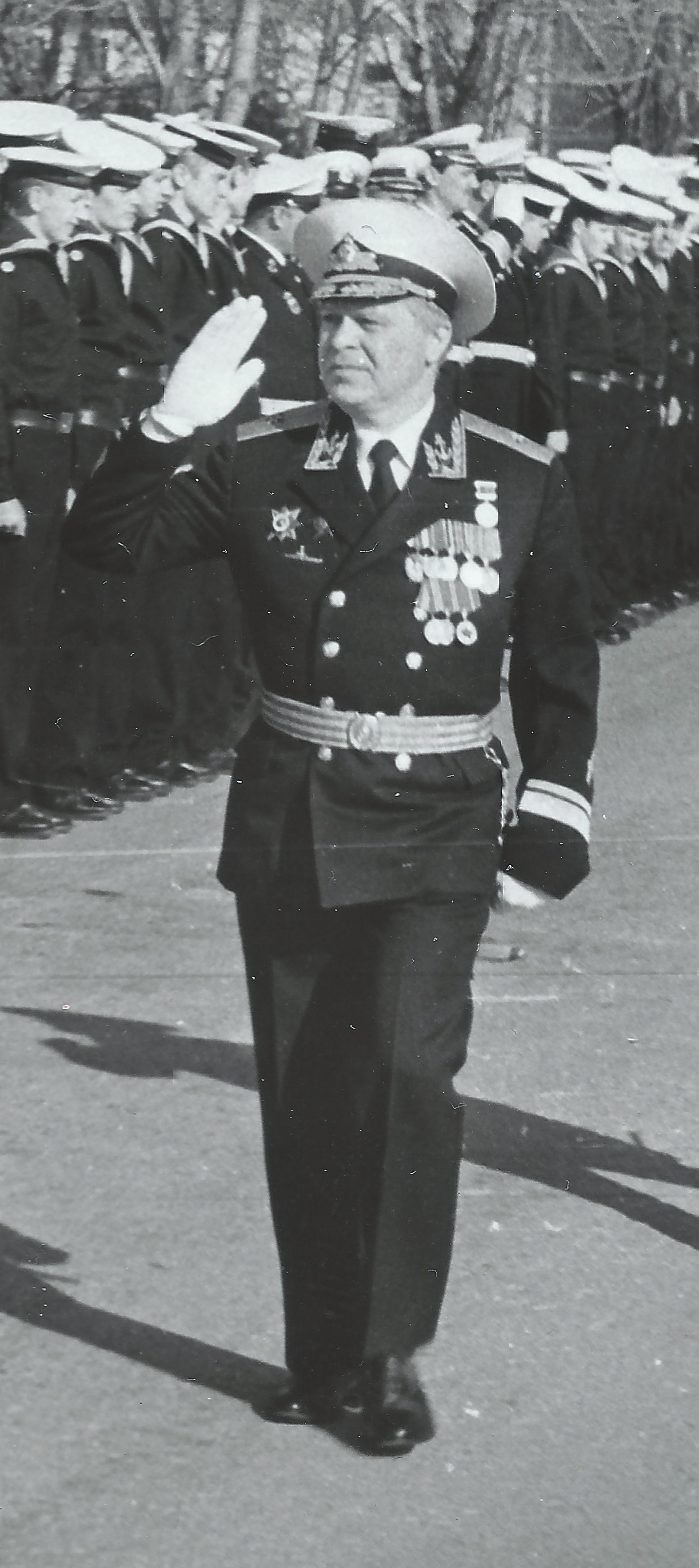
Адмирал А. А. Шауров на параде в честь Дня Победы. Палдиски, 9 мая 1988 г.

В городе, ставшем одним из двух закрытых административно-территориальных образований на территории Эстонской ССР, были размещены база подводных лодок («Подплав»), учебный атомный реактор, стоянка торпедных катеров и малых ракетных кораблей, госпиталь и поликлиника. В городе базировались 157-я отдельная бригада подводных лодок, погранзастава, межотрядная школа сержантского состава пограничных войск, рота военных строителей, ракетное подразделение ПВО и дисциплинарная рота Балтийского флота.
Учебный центр в Палдиски обладал двумя действующими реакторами подводных лодок первого и второго поколений, а также уникальным тренажёром для подготовки экипажей атомных подводных лодок.
Территория полуострова Пакри, на котором расположен город, была огорожена колючей проволокой и являлась закрытой особо охраняемой зоной.
В 1962 году в Палдиски открылся 93-й учебный центр атомного подводного флота СССР (в/ч 56190). Здесь было установлено два наземных атомных реактора, работали в центре 16 000 человек. Это был крупнейший учебный центр такого рода в Советском Союзе. Из-за его значимости весь город был огорожен колючей проволокой до августа 1994 года, когда Палдиски покинул последний российский военный корабль.
Начальники учебного центра:
- контр-адмирал Кудряшов Геннадий Трофимович, 1962—1967
- контр-адмирал Рулюк Анатолий Антонович, 1967—1976
- контр-адмирал Каравашкин Валентин Степанович, 1976—1980
- контр-адмирал Шауров Александр Алексеевич, 1980—1988
- контр-адмирал Ольховиков Александр Васильевич, 1988—1994

В медсанчасти в/ч 56190 начальником поликлиники в конце 1980-х служил генерал-майор запаса Александр Фисун, бывший начальник Главного военно-медицинского управления МО РФ, главный военный врач РФ, а с февраля 2018 — начальник Военно-медицинской Академии.

### Эстонская Республика
30 августа 1994 года Палдиски покинул последний российский военный корабль. Город был последним объектом расположения Российских вооруженных сил в Эстонии. 26 сентября 1995 года был подписан акт о передаче ядерного объекта в Палдиски Эстонской республике.
Перед сдачей российские специалисты извлекли из реакторов топливные стержни, реакторы были заключены в специальные бетонные саркофаги. В настоящее время там находится временное хранилище, в котором размещаются все образующиеся в Эстонии радиоактивные отходы. В 2011 году туда были также перевезены радиоактивные отходы из ликвидированного хранилища Таммсалу (см. Происшествие в Таммику). Весной 2019 года началось обсуждение вопроса о создании в Эстонии к 2040 году хранилища радиоактивных отходов. В хранении нуждаются, главным образом, отходы из временного хранилища в Палдиски, а также радиоактивные отходы, которые возникнут в будущем при демонтаже секций реакторов. Строительные работы должны начаться не позднее 2037 года, чтобы хранилище могло начать работу в 2040 году, когда закончится время безопасного хранения секций реактора. В противном случае техническое состояние бывшего ядерного объекта в Палдиски больше не будет гарантировать радиационную безопасность реакторных секций.
15 мая 1994 года Палдиски был включён в состав города Кейла. Это было обусловлено малым процентом граждан Эстонии в составе населения. 20 октября 1996 года Палдиски был возвращен муниципальный статус. 24 октября 2017 года Палдиски был лишён статуса городского муниципалитета и стал административным центром волости Ляэне-Харью.
8 июня 2018 года в состоялось официальное открытие строительства газопровода «Balticconnector», который по дну Финского залива связал Инкоо (Финляндия) и Палдиски

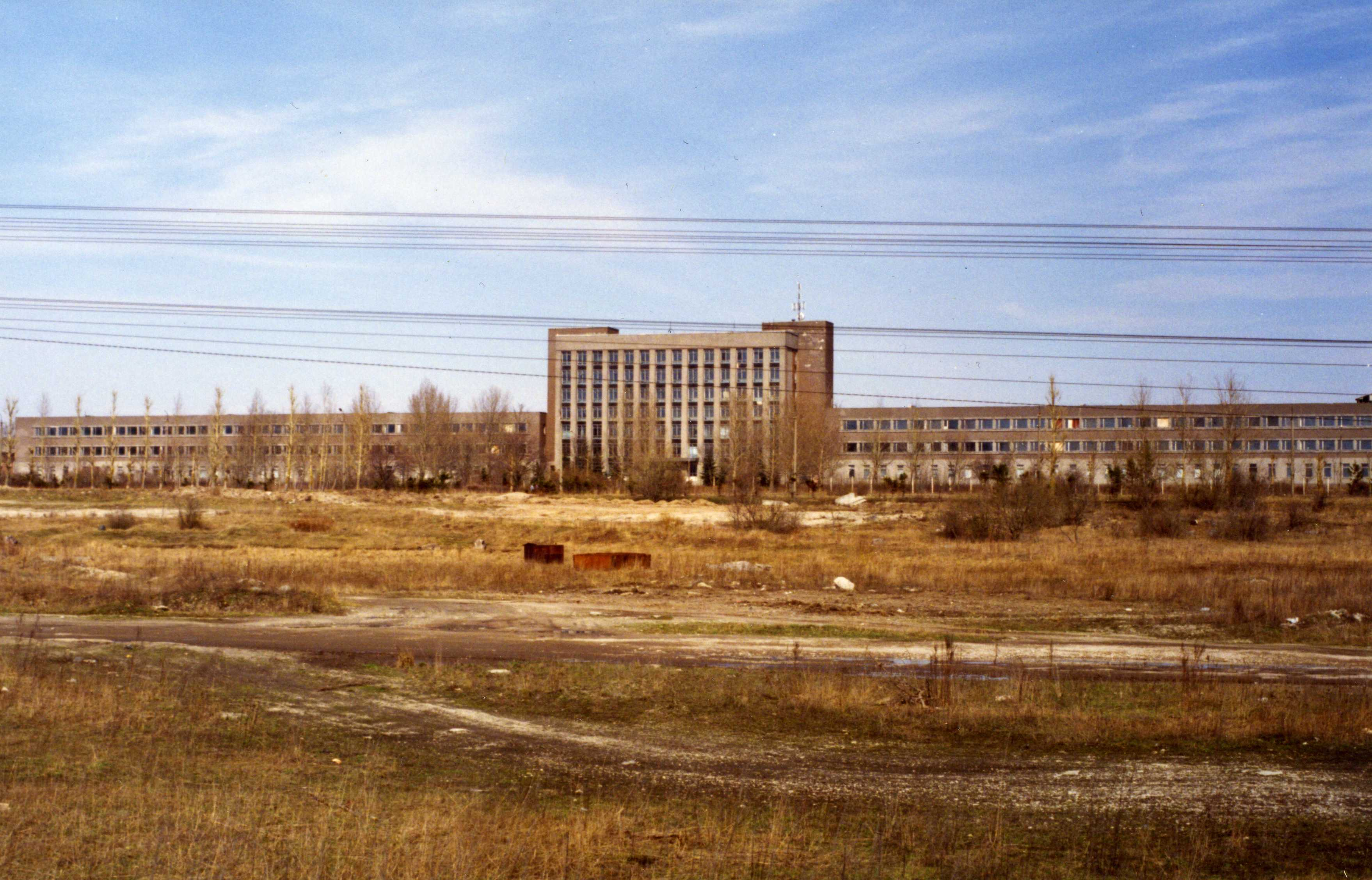
Законсервированный военный учебный центр в Палдиски в 1994 году
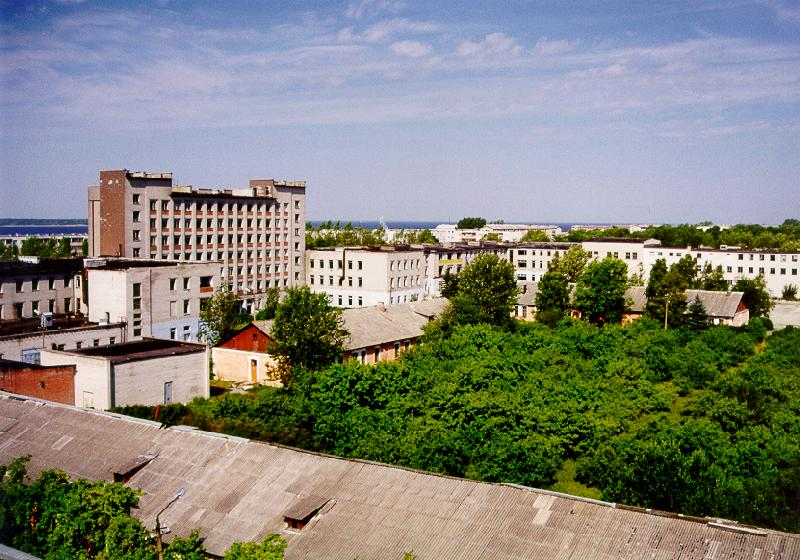
Заброшенный военный учебный центр в Палдиски в 1999 году
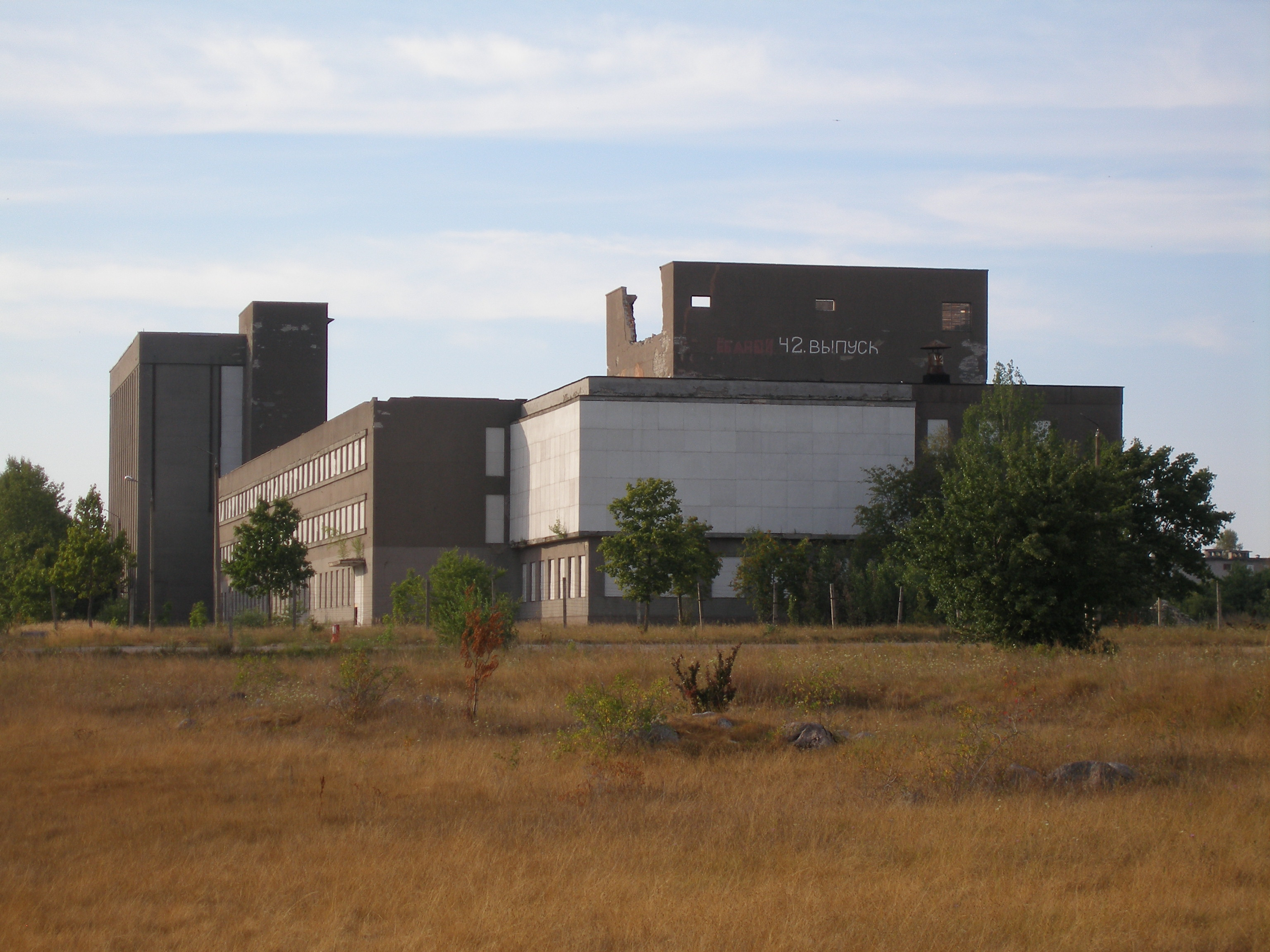
Заброшенный военный учебный центр в Палдиски в 2006 году (снесён)

## Экономика
Морские грузоперевозки, топливный терминал «Alexela», нефтеперерабатывающий терминал биодизеля.

### Южный порт
Порт в составе холдинговой компании «Таллинский порт», созданный на месте бывшей базы советских подлодок (т. н. «Подплав»). Является самым ближним к Европе большим эстонским портом и обладает рядом других преимуществ: не замерзает зимой, имеет глубоководные причалы, позволяющие работать с судами грузоподъемностью до 50 000 тонн. Обрабатывает суда ро-ро, насыпные, генеральные и штучные грузы, имеет мощности по обработке автомобилей, колесной техники, насыпных грузов.

### Северный порт
Частный порт, который обрабатывает транспортные средства, контейнеры, генеральные и сыпучие грузы. Существуют планы постройки пассажирского терминала. По программе модернизации с 2002 года сооружены причалы для обслуживания генеральных грузов и судов типа «ро-ро», 375-метровый защитный мол.

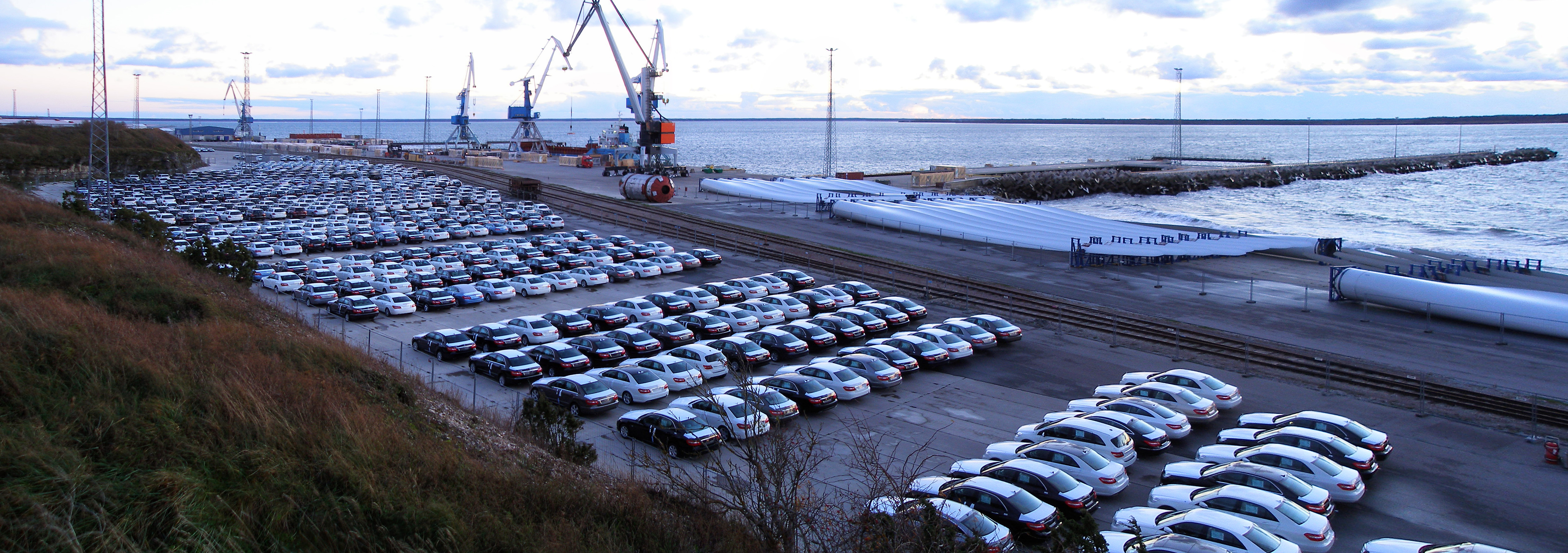
Северный порт в 2010 году

## Достопримечательности
- У северо-западного побережья полуострова Пакри располагалось поместье графа Воронцова.
- Палдиски запечатлен в фильме «Лиля навсегда» шведского режиссёра Лукаса Мудиссона с Оксаной Акиньшиной в главной роли.
- Памятник экипажу подводной лодки М-200 «Месть».
- Православная церковь Святого Георгия[эст.] (Таллинская митрополия Константинопольского патриархата).
- Накрытые бетонными «саркофагами» атомные реакторы, построенные для обучения советских подводников в 1968 и 1983 годах — т. н. «третий участок».
- Храм преподобного Сергия Радонежского (Эстонская православная церковь Московского патриархата)[31].

### Петровская крепость

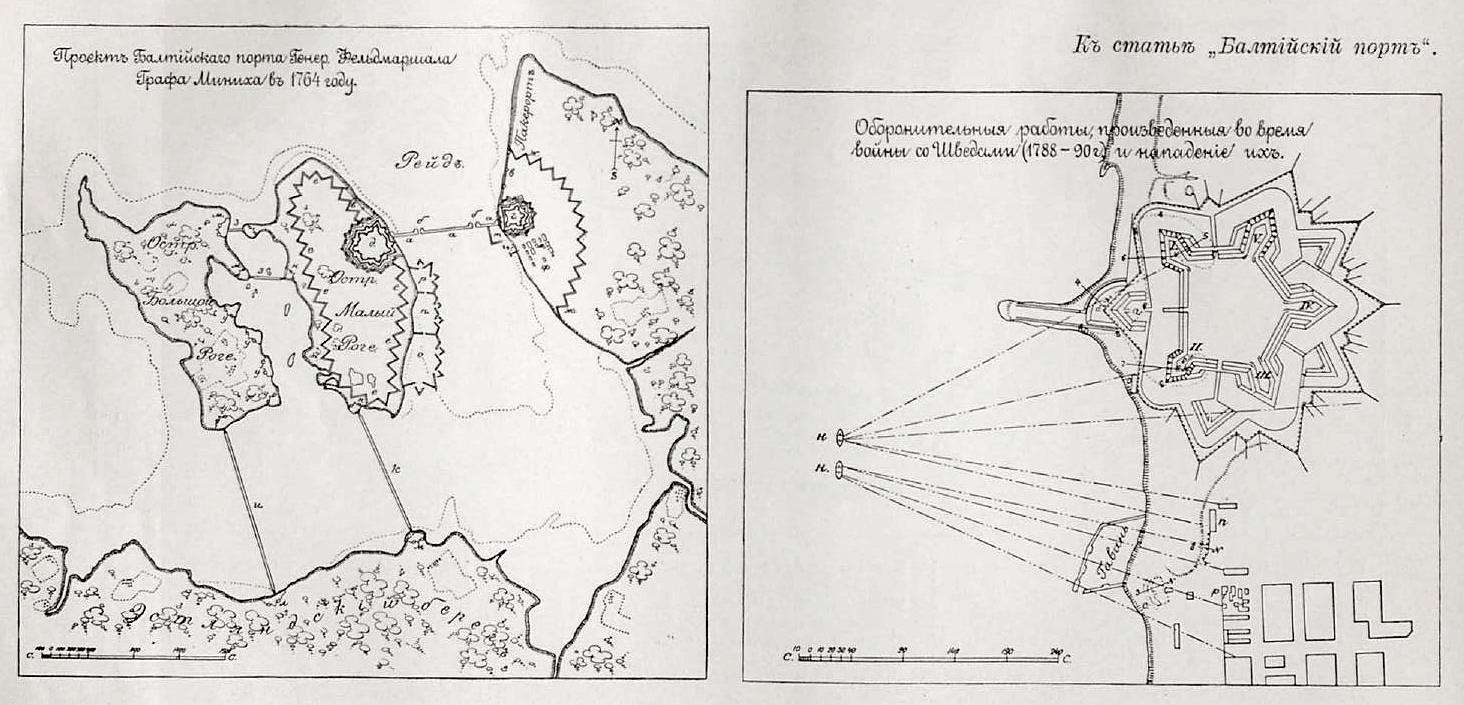
Иллюстрация к статье «Балтийский порт». Военная энциклопедия Сытина (Санкт-Петербург, 1911—1915)

Петровская крепость (эст. Peetri kindlus) на берегу залива Палдиски представляла собой форт бастионного типа с закрытыми фронтами, построенный из известняка. Окружённую куртинами пятиугольную цитадель защищали бастионы голландского типа. Крепость опоясывал широкий и глубокий ров. Размеры крепости были 1067×747 м. Её окружала эспланада шириной 213 м.
Крепость построена по распоряжению Петра I на выбранном им месте. Её закладка состоялась в июле 1718 года в торжественной обстановке — в присутствии Екатерины I, духовенства, многочисленной свиты, флота и царя, который собственноручно бросил камень в море. Основные работы по постройке крепости производились в 1721—1725 гг. Строительство велось по проекту военного инженера Иоганна-Людвига Любераса.
После смерти Петра I работы по сооружению крепости велись с перерывами и были прекращены в 1768 г. В 1790 году форт вооружили 40 артиллерийскими орудиями, однако в 1798 году крепость ликвидировали, и она стала разрушаться. Предполагавшаяся постройка аналогичной, но большей по размера крепости также по проекту Любераса на соседнем острове Малый-Рооге (сейчас Вяйке-Паакри, эст. Väike Paakri), не была осуществлена.
В 1913 году на участке земли, где находилась крепость, построили деревянное здание санатория для военных моряков, каменную кухню-прачечную и спортивные площадки. В 1922 году часть крепостных сооружений использовали для засыпки причалов при строительстве т. н. вольного порта.
В 1939—1940 годах в крепостном рве размещались два больших хранилища для жидкого топлива. Для их обслуживания к крепости провели железнодорожную ветку, которая в 1941 году вместе с хранилищем была уничтожена. В послевоенные годы из валов брали гравий для строительства. В результате валы между восточным и юго-восточным бастионами были уничтожены.

### Каторжная тюрьма
Рогервикская каторжная тюрьма была окружена стеной из толстых бревен. В здании тюрьмы были устроены нары в два яруса и ивовые корзины-койки, подвешенные к потолку. Условия были тяжёлые (сырые казармы из местного плитняка), свирепствовали болезни, голод. В 1768 году работы по строительству и ремонту порта были прекращены и ссыльных использовали на работах по ремонту купеческой гавани и постройке двух пристаней.
В тюрьме отбывали пожизненную каторгу участники башкирского восстания 1755—1756 годов, крестьянской войны 1773—1775 годов.

#### Каторжники Рогервика
- Ванька-Каин (Иван Осипов, 1718 — после 1756) — знаменитый вор, разбойник и московский сыщик.

#### Осуждённые по делу Пугачёва
- Иван Яковлевич Почиталин (1754 — после 1797) — яицкий казак, входивший в ближайшее окружение Е. И. Пугачёва, автор многих из его указов.
- Салават Юлаев (16 июня 1754 — 8 октября 1800) — башкирский национальный герой, участник Крестьянской войны 1773—1775 годов, сподвижник Емельяна Пугачёва, поэт-импровизатор. В Палдиски в 1989 году в честь его был установлен памятник-бюст из кованой меди.
- Юлай Азналин (1730 (1722) — около 1797) — старшина Шайтан-Кудейской волости участник Крестьянской войны 1773—1775 годов, отец Салавата Юлаева.
- Астафий Трифонович Долгополов (1725 — после 1797) — авантюрист-мошенник, вёл двойную игру, стремясь использовать для пополнения расстроенных финансовых средств и Пугачёва, и Екатерину II.
- Канзафар Усаев (1738 — 10 июля 1804) — мишарский сотник, участник Крестьянской войны 1773—1775 годов, сподвижник Емельяна Пугачёва, бригадир в армии Пугачёва.

### Галерея

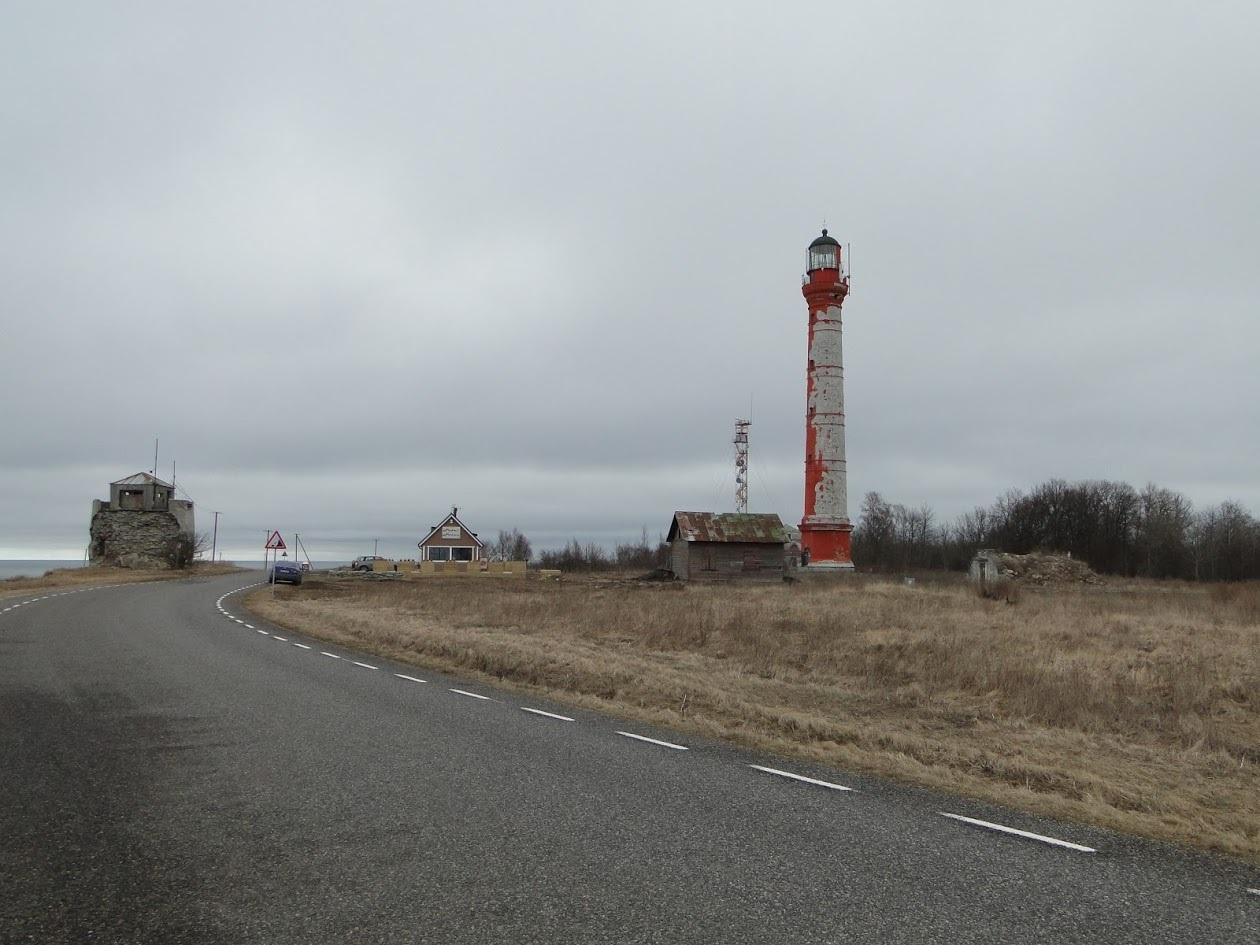
Маяк Пакри
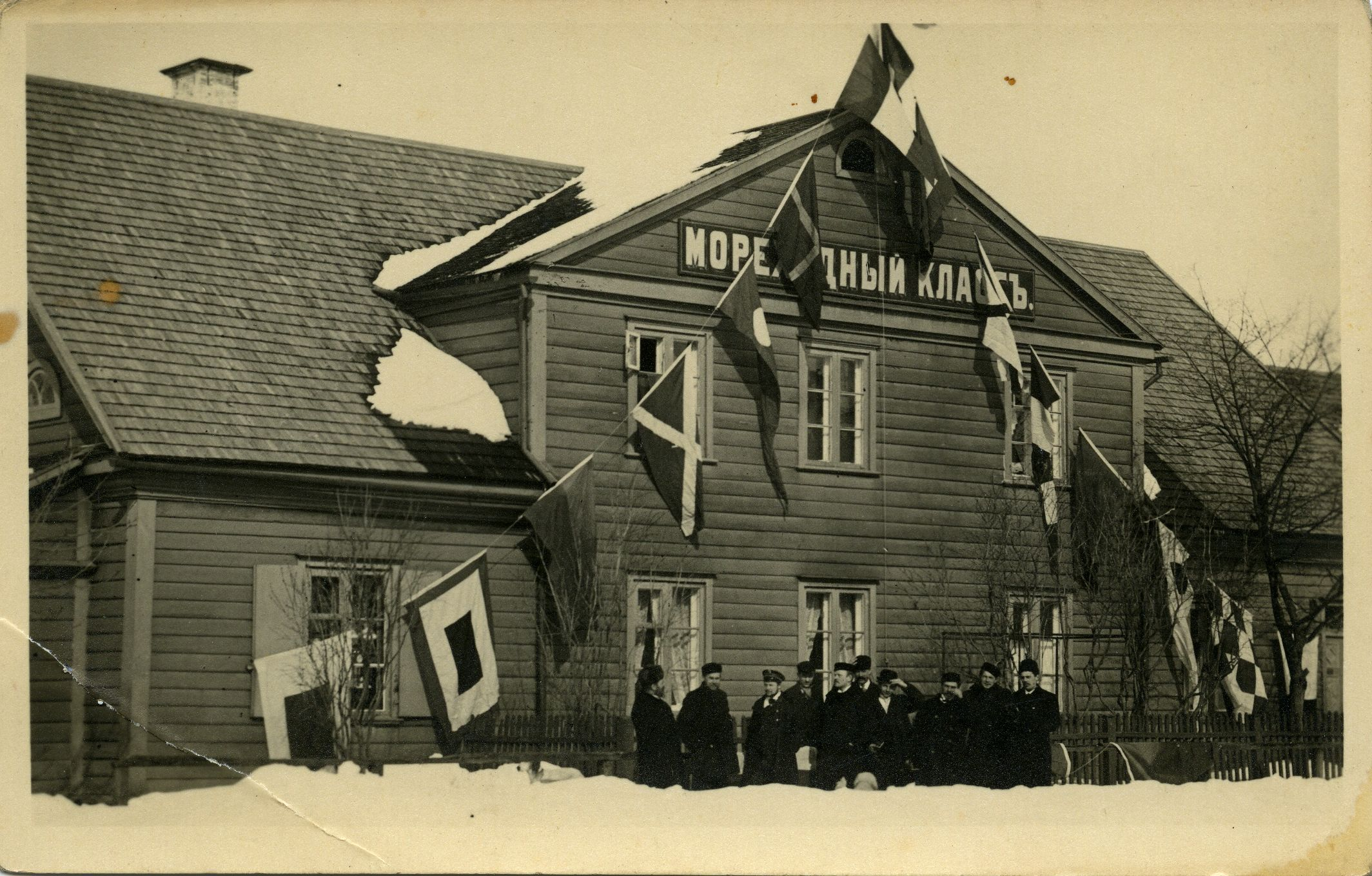
Морская школа, 1900-е годы
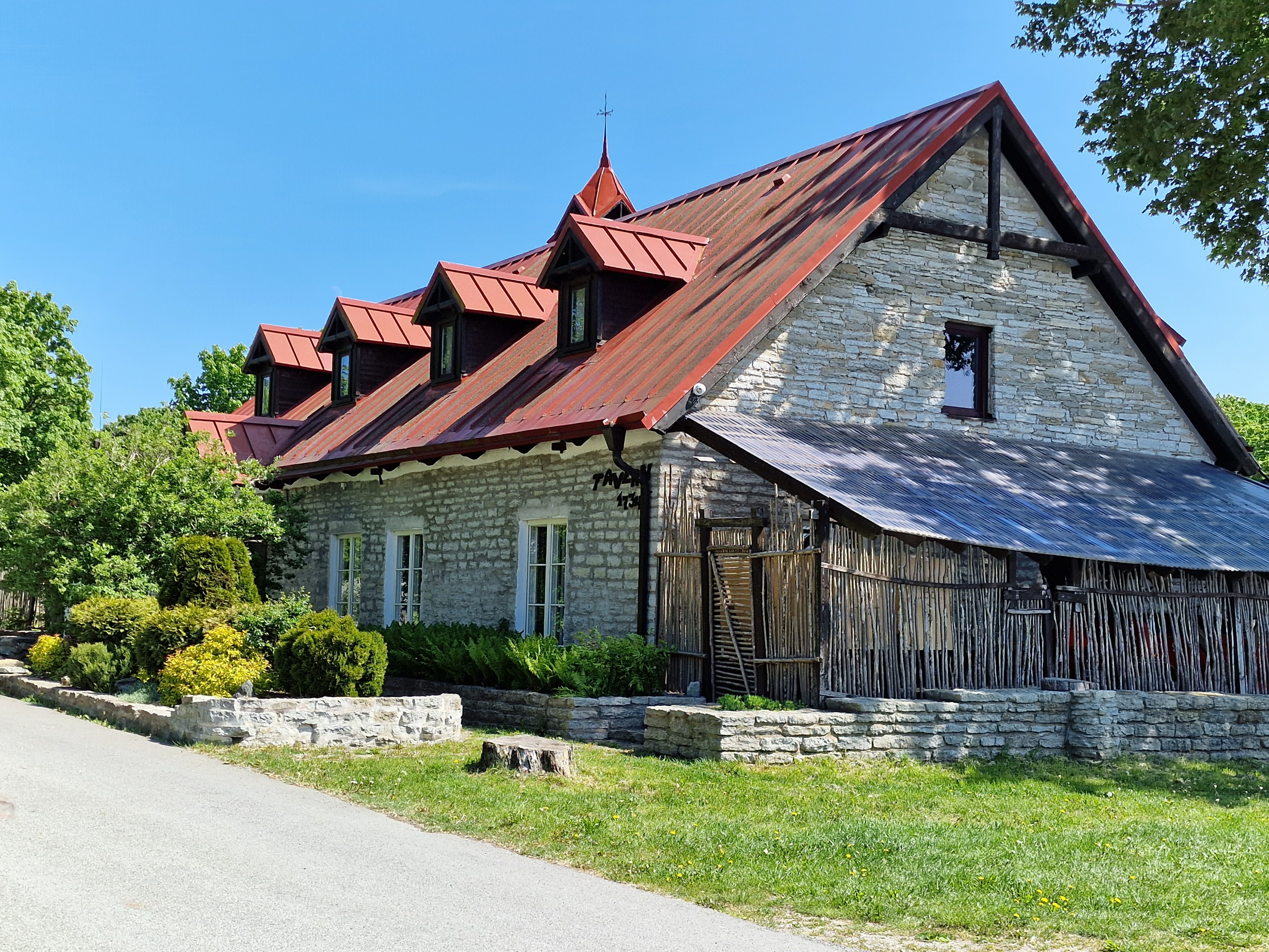
«Петровская таможня» в 2023 году
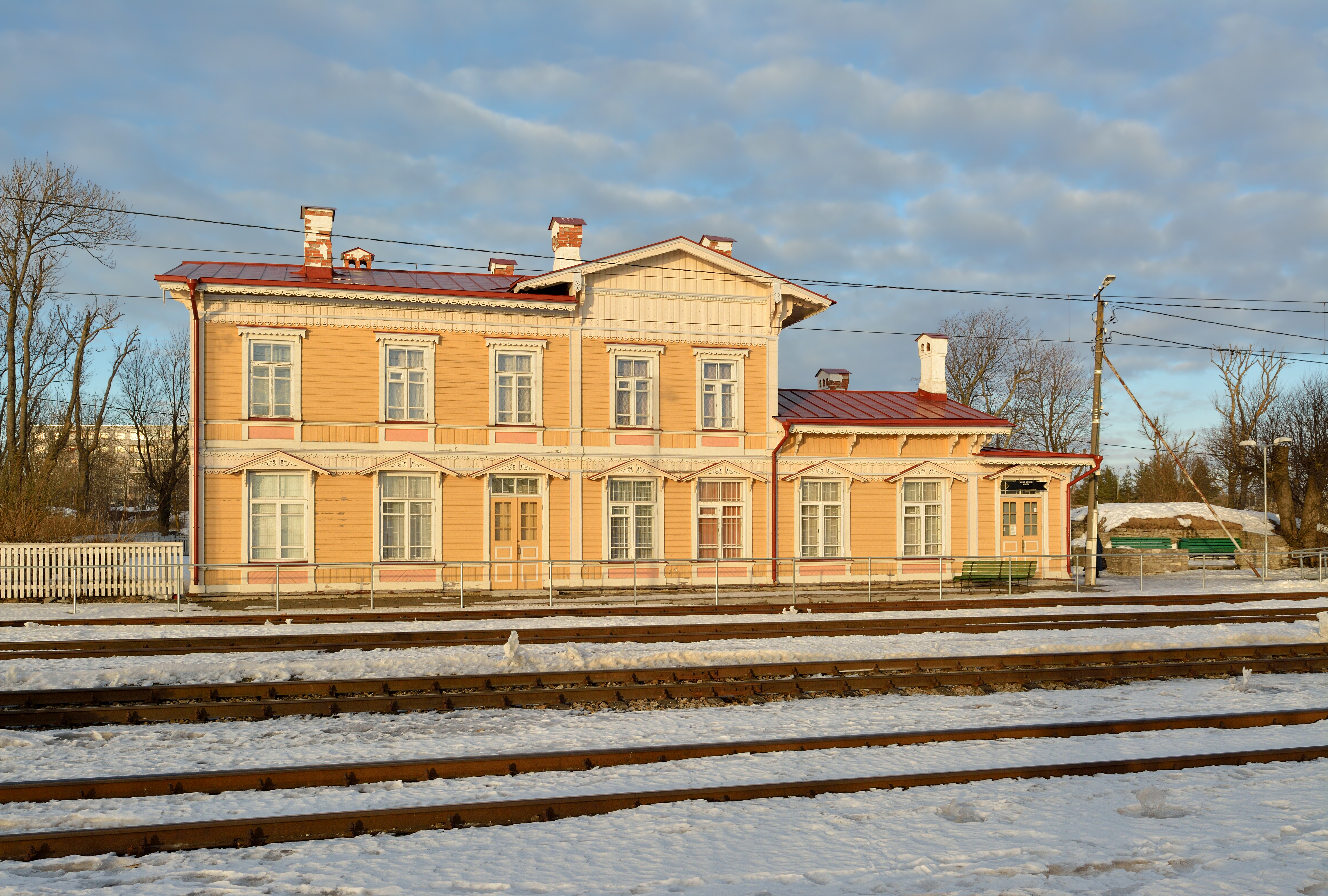
Главное здание вокзала Палдиски, построенное в 1870 году
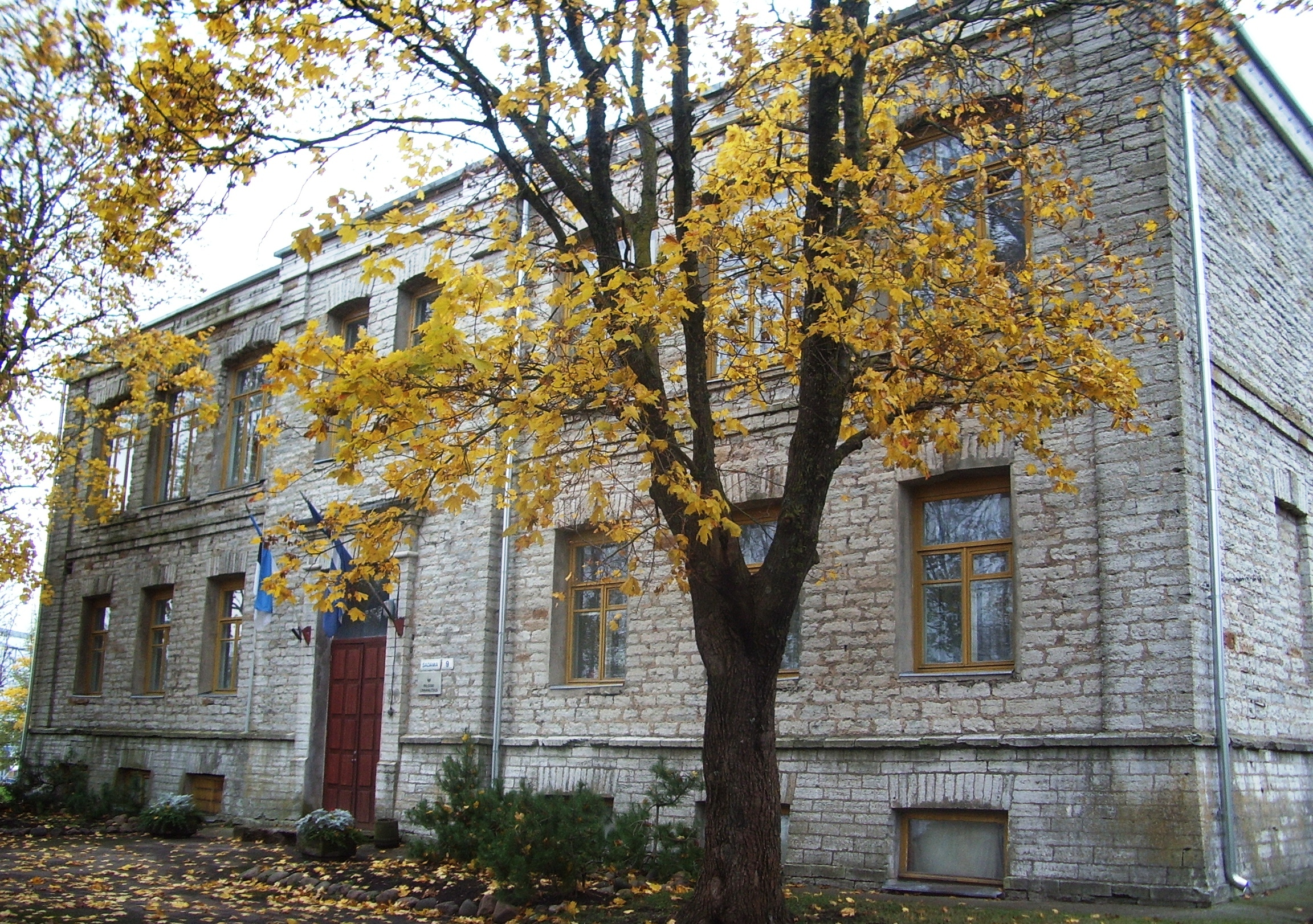
Бывшее здание горуправы
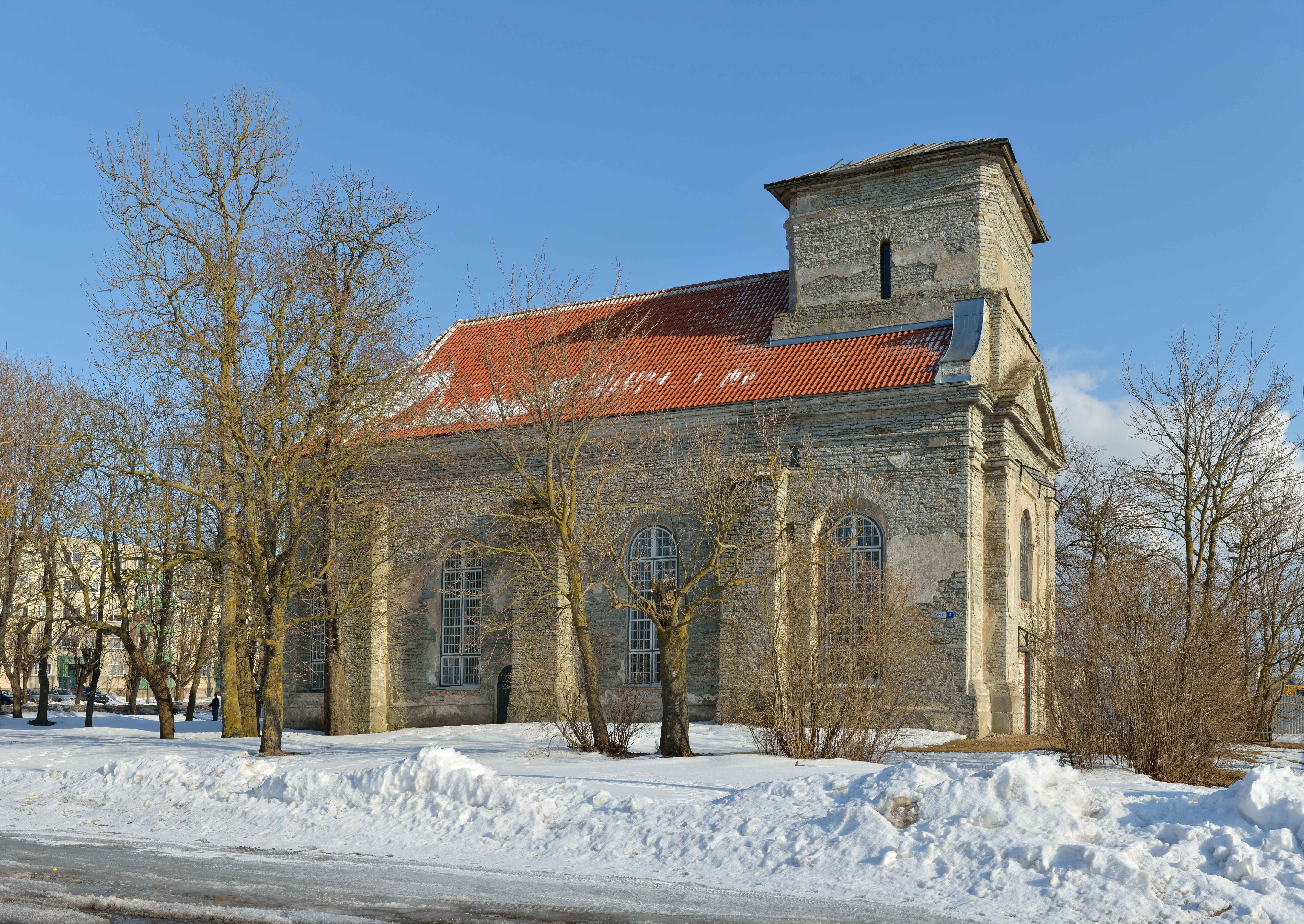
Православная церковь святого Георгия
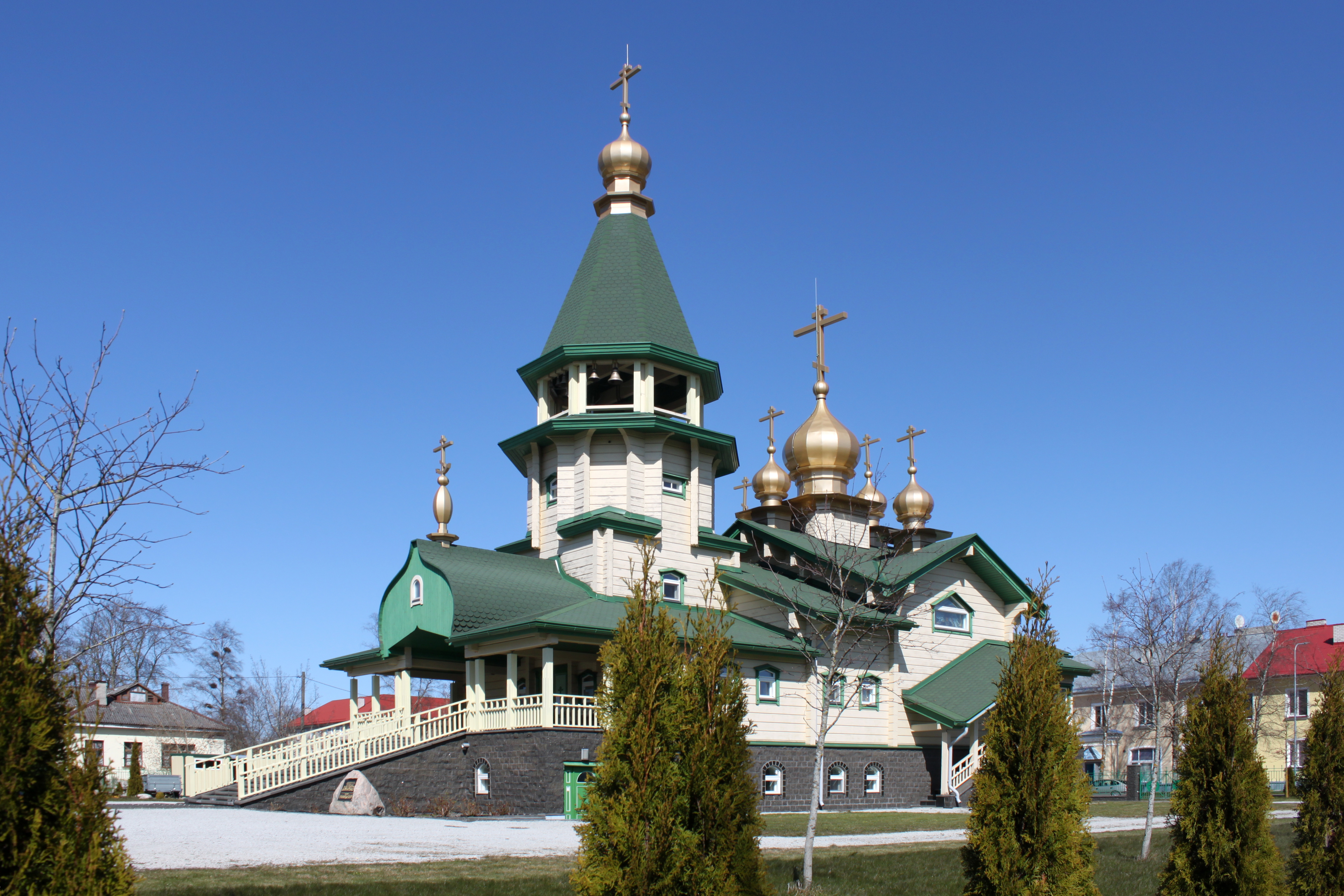
Церковь преподобного Сергия Радонежского
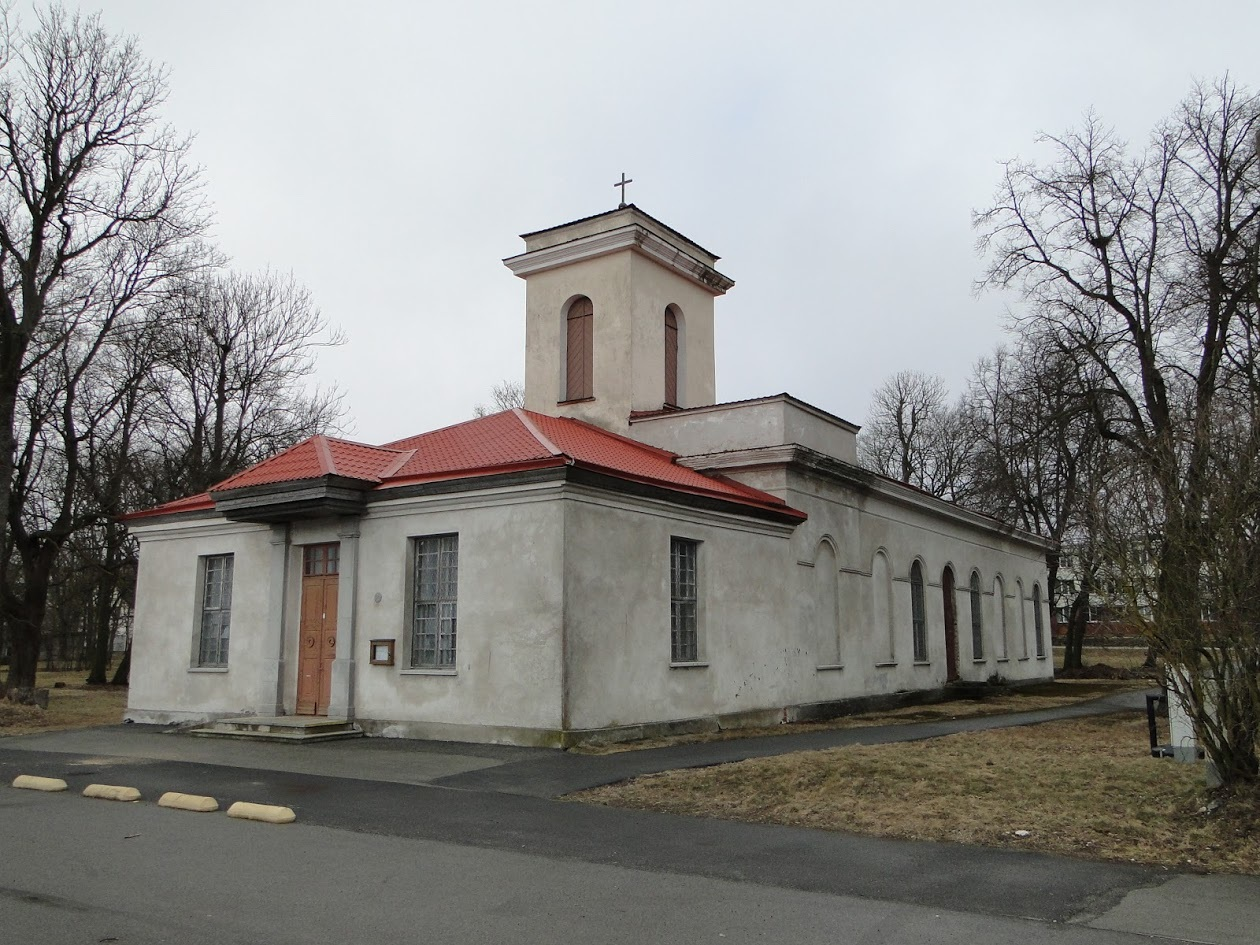
Лютеранская церковь
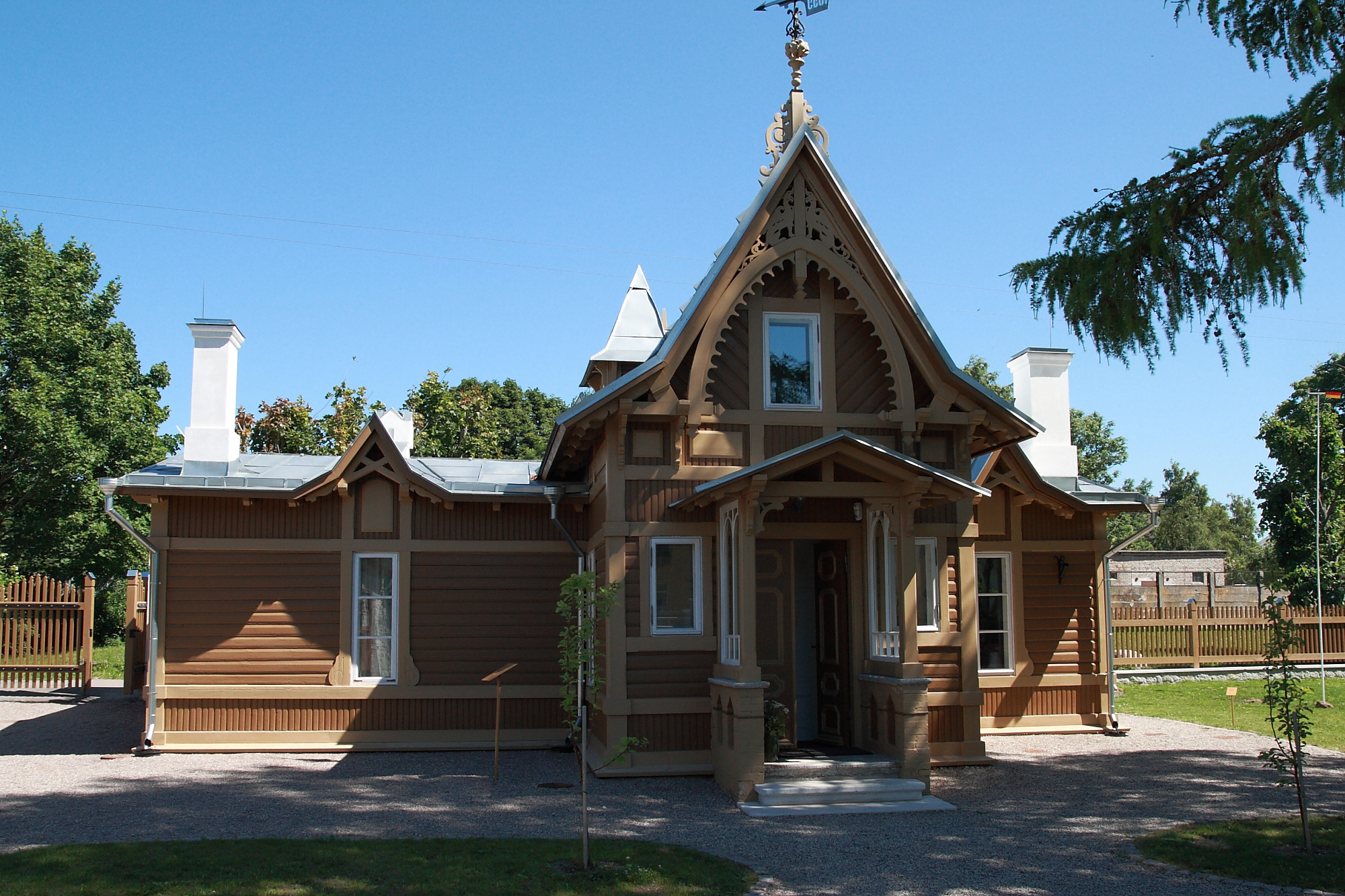
Дом, в котором жил и работал Амандус Адамсон
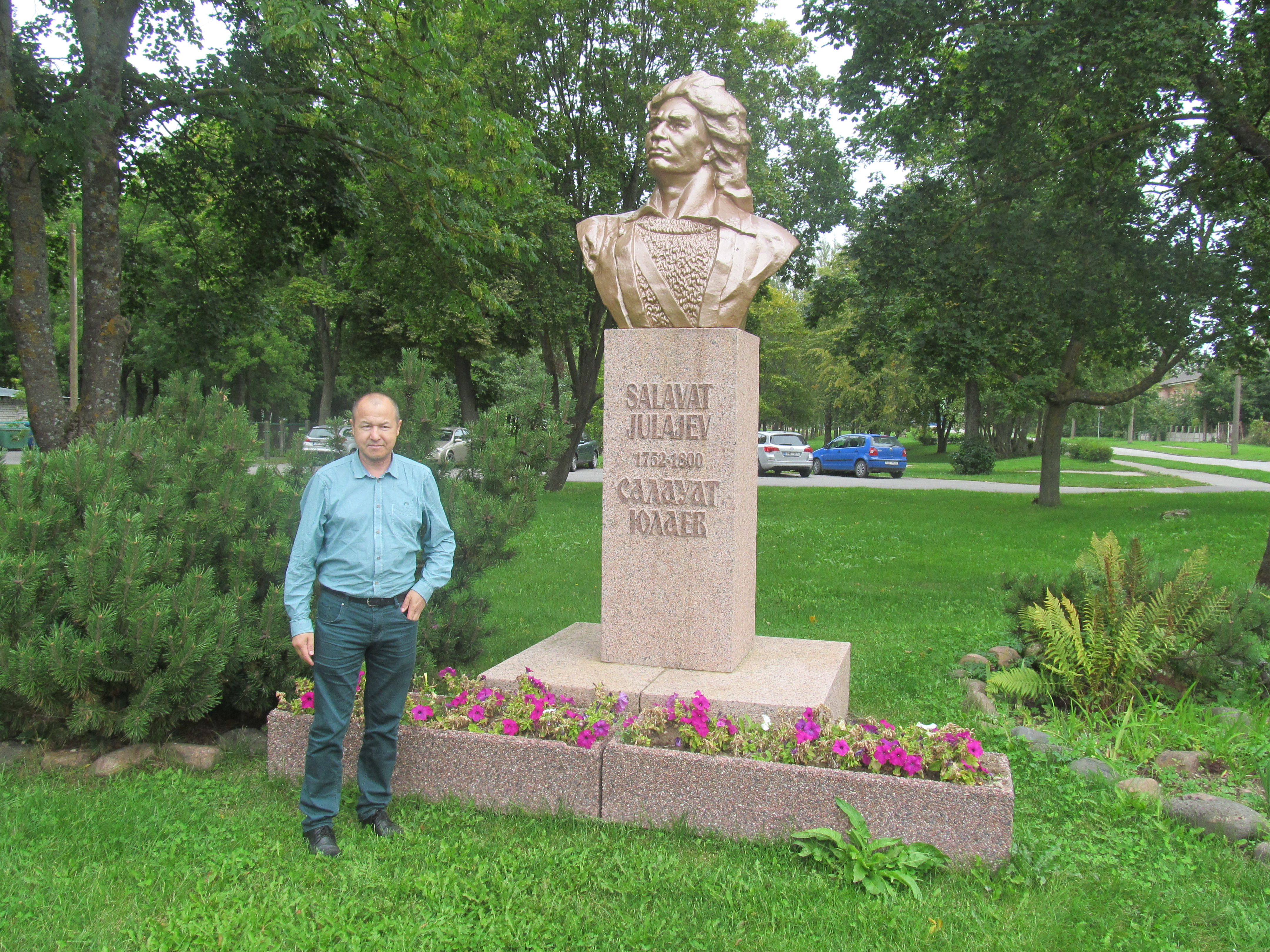
Памятник Салавату Юлаеву
Улица Раэ
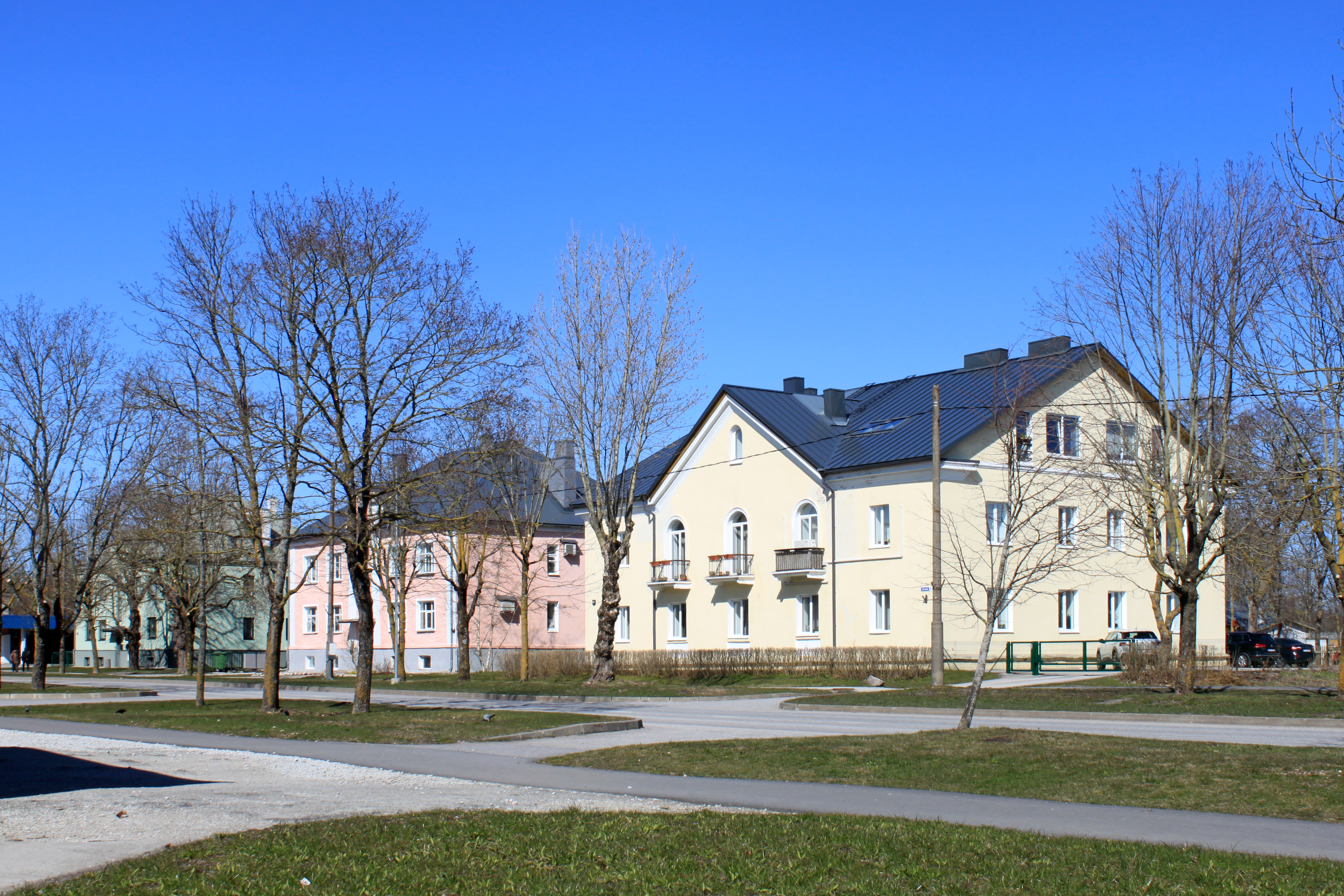
Улица Раэ
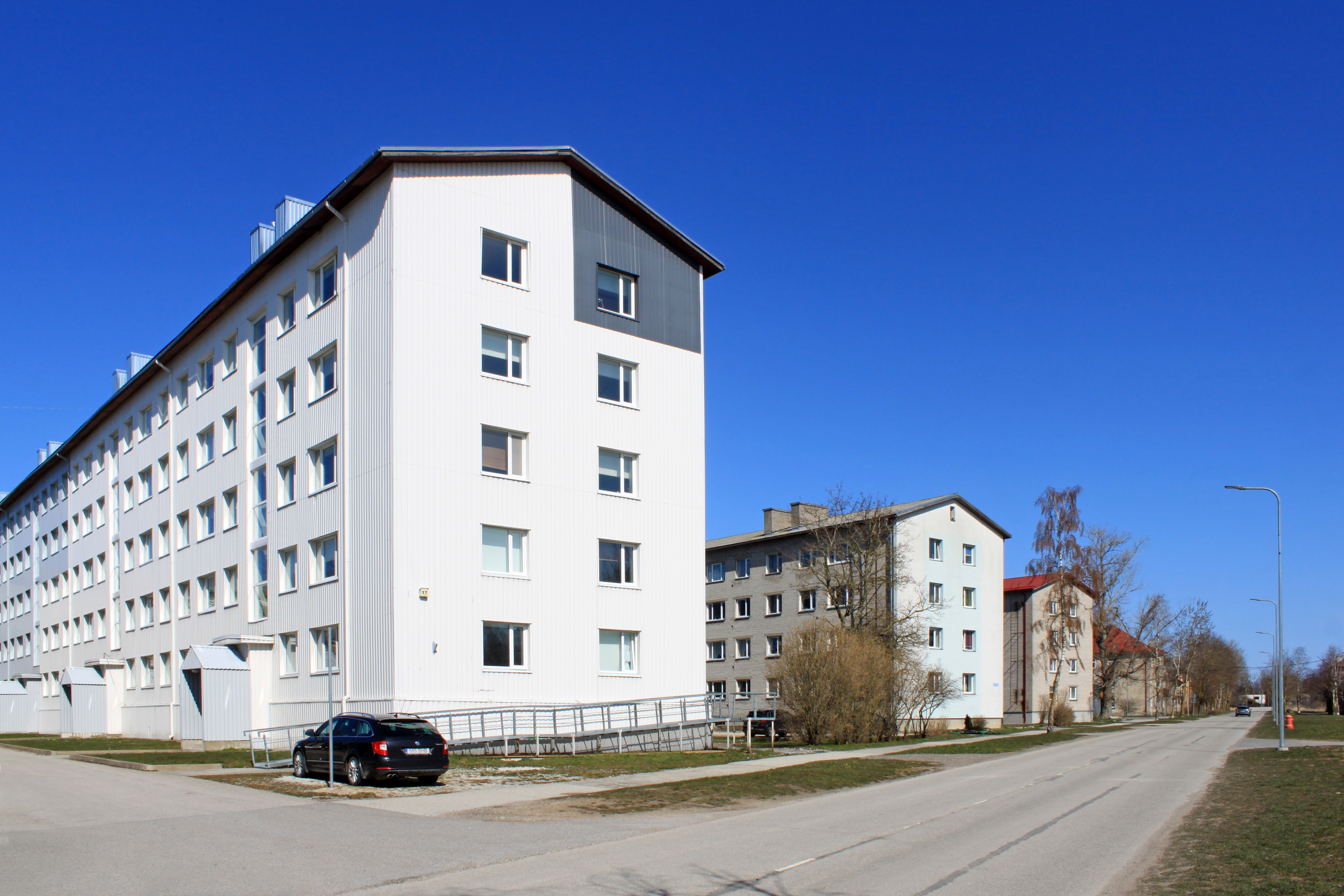
Улица Садама
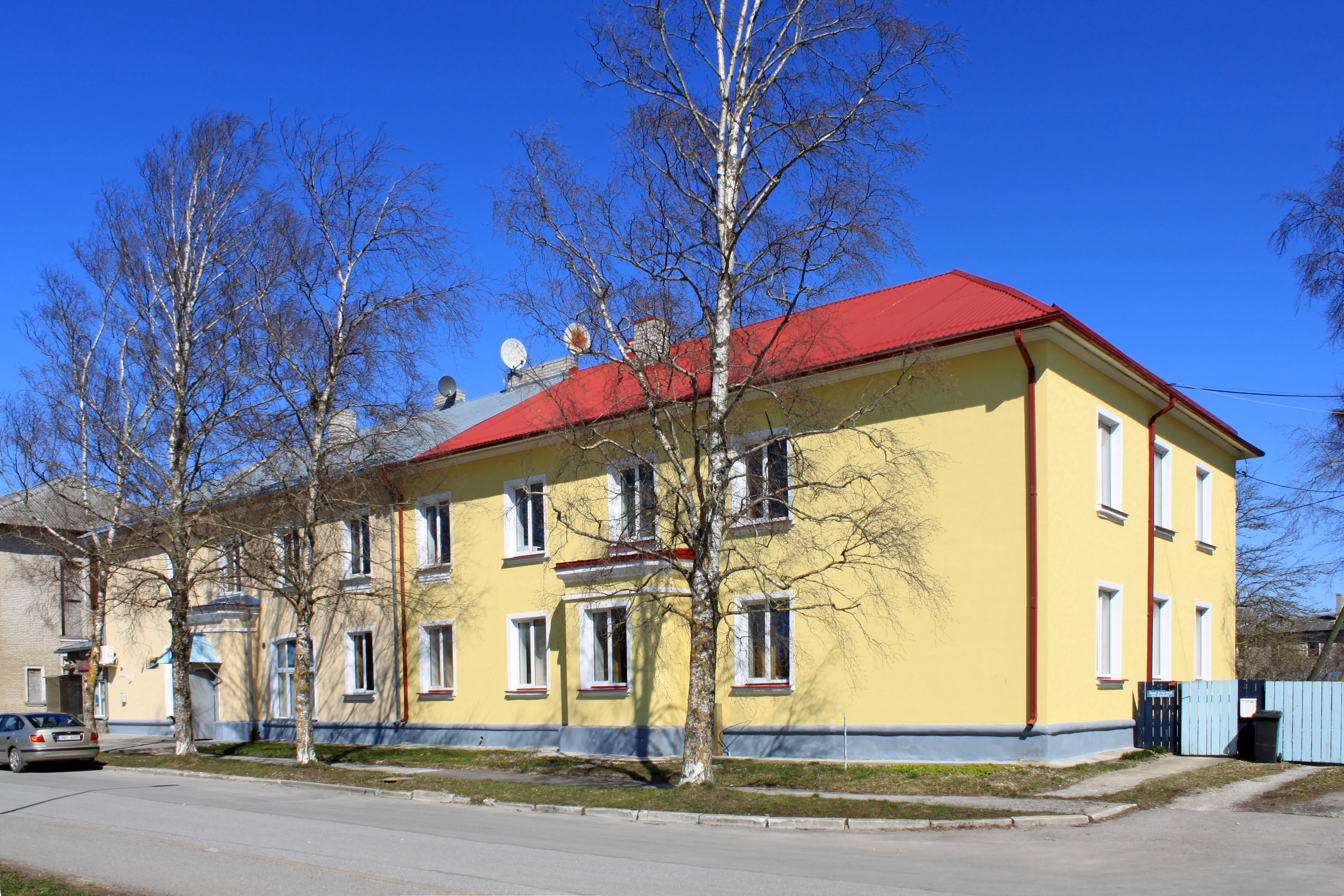
Жилой дом на улице Тууле
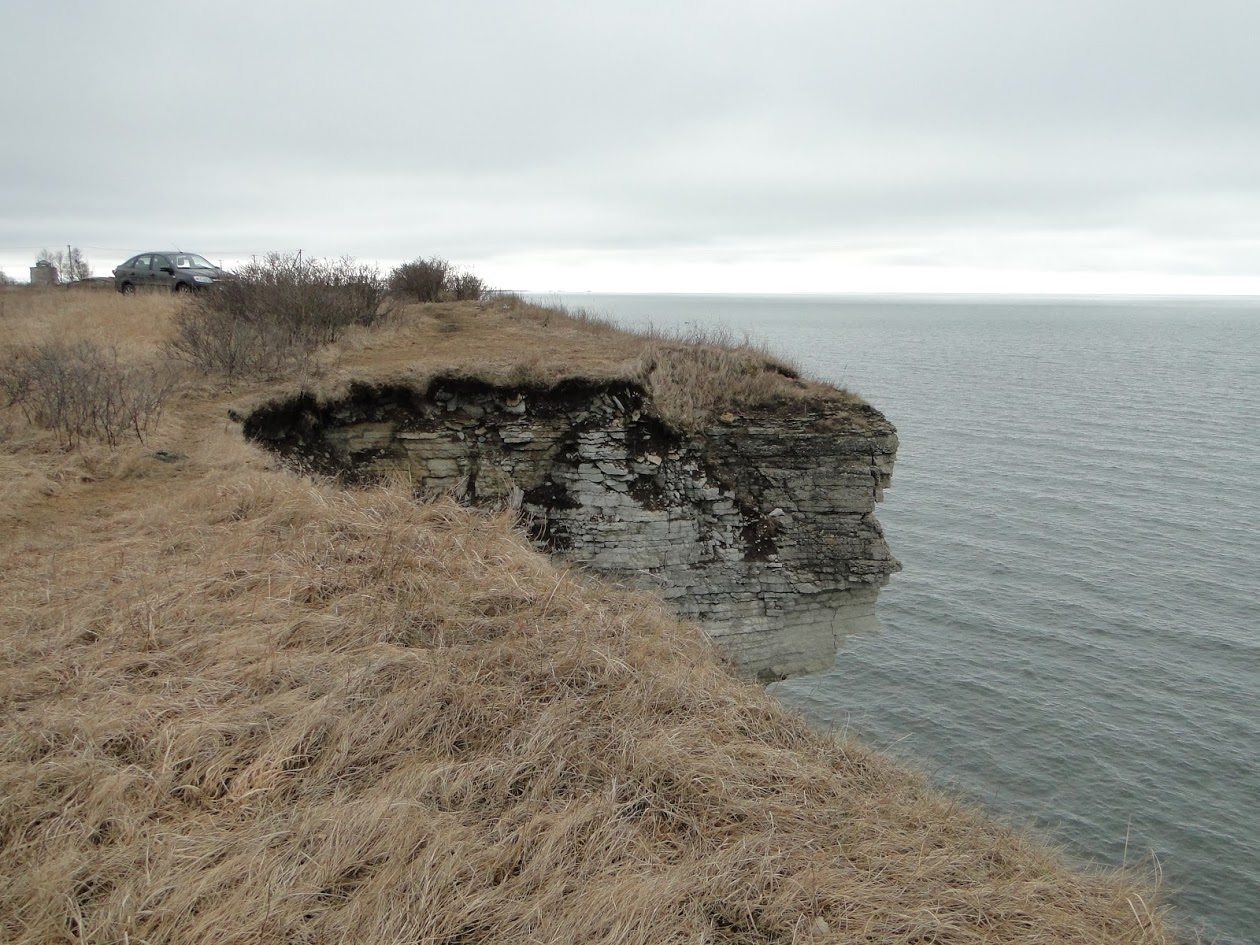
Скалистый берег близ города